# Амвросій (Сенишин)
Митрополит Амвро́сій Андрі́й Сени́шин  (23 лютого 1903, Старий Самбір, Україна — 11 вересня 1976, Філадельфія, США) — церковний діяч, василіянин, митрополит Філадельфійський Української греко-католицької церкви (1961–1976).

## Життєпис
Народився в Старому Самборі в родині Тимотея і Марії з роду Петруська, працівників залізниці. Навчався у Львівській гімназії. 16 липня 1923 р. за сприяння свого краянина о. Діонисія Головецького, ЧСВВ вступив до Крехівського новіціату; у 1925—1928 рр. вивчав гуманістику в Крехові й Лаврові, 1928—1930 рр. — філософію у Добромилі, 1930—1932 рр. — богослов'я у Кристинополі (Шептицькому) та Варшаві (1932—1933). Ієрейські свячення отримав 23 серпня 1931 р. з рук єпископа Перемишльського Йосафата Коциловського.
З 1933 р. — вікарій новозаснованого монастиря в Чикаго (США); з 1937 р. — ігумен і парох церкви св. Миколая в Чикаго. Будучи ігуменом в Чикаго, 1941 р. організував у церкві св. Миколая Євхаристійний Конгрес Східних обрядів за участю українських греко-католицьких єпископів з Америки і Канади, на якому був присутній також апостольський делегат Амлето Джованні Чіконьяні з Вашингтону. 6 липня (або 6 червня) 1942 р. — номінований єпископом-помічником митрополита Костянтина Богачевського в США з осідком у Стемфорді при колегії св. Василія Великого; з 1956 р. — апостольський екзарх і єпарх новоутвореної Стемфордської єпархії, а з 1961 р. — митрополит Української Греко-Католицької Церкви у США і архієпископ Філадельфійської архієпархії.
З 1942 р. як єпископ розвинув широку діяльність в єпархіальному шкільному осередку в Стемфорді; 1946 очолював Український Католицький Допомоговий Комітет при Американській Єпископській Службі для допомоги повоєнним біженцям в Європі та еміграції до США (бл. 42.000 українців).
Редактор місячника «Ковчег» (1946—1956), організатор єпархіальних конгресів, меценат українського церковного мистецтва і музики. Учасник ІІ Ватиканського Собору й член соборової комісії Східних Церков (1962—1965). Його віковічним пам'ятником на американському континенті є величава митрополича катедра в Філадельфії, яку він спорудив і в якій був похований.